# Cantone di Saint-Amand-Longpré
Il Cantone di Saint-Amand-Longpré era una divisione amministrativa dell'arrondissement di Vendôme.
È stato soppresso a seguito della riforma complessiva dei cantoni del 2014, che è entrata in vigore con le elezioni dipartimentali del 2015.
Comprendeva i comuni di:
- Ambloy
- Authon
- Crucheray
- Gombergean
- Huisseau-en-Beauce
- Lancé
- Nourray
- Prunay-Cassereau
- Saint-Amand-Longpré
- Saint-Gourgon
- Sasnières
- Villechauve
- Villeporcher